# Rubén Bacigalupe
Rubén Aníbal Bacigalupe Aunés (6 de octubre de 1966) es un empresario del sector fúnebre y político uruguayo del Partido Nacional, que se desempeña como representante nacional por el departamento de San José desde 2015. Fue presidente del Parlamento del Mercosur (Parlasur) entre 8 de junio de 2023 y 26 de junio de 2023. Es perteneciente al sector Todos, agrupación política del Partido Nacional creada y liderada por Luis Lacalle Pou.

## Biografía
Bacigalupe milita desde 1984 en el Partido Nacional. Entre 2000 y 2010, fue edil de la Junta Departamental de San José.
Fue electo representate nacional para las legislaturas 1995-2000, 2015-2020 y 2020-2025 de la Cámara de Representantes de Uruguay.
En 2017, fue cuestionado por el edil Pablo García, del Frente Amplio, por deudas de 1.6 millones de pesos que una empresa fúnebre de su propiedad tenía con la Intendencia de San José. Después del cuestionamiento, Bacigalupe aseguró que firmaría un nuevo acuerdo de pago con la intendencia.
Es parlamentario del Mercosur desde la 14.ª legislatura (2020). En mayo de 2023, el Partido Nacional designó a Bacigalupe para ocupar el lugar de Gustavo Penadés en la mesa directiva de Parlasur ante la investigación de Penadés por explotación sexual. En 8 de junio de 2023, asumió como presidente del organismo.